# Ponana modesta
Ponana modesta är en insektsart som beskrevs av Spångberg 1883. Ponana modesta ingår i släktet Ponana och familjen dvärgstritar. Inga underarter finns listade i Catalogue of Life.